# 70-puntenplan (Spirit)
Eind 2005 maakte de Belgische links-liberale partij spirit onder het voorzitterschap van Geert Lambert een 70 puntenplan op. Bedoeling hiervan was om een inhoudelijk totaalplan als antwoord te bieden op de migrantenproblematiek. Ook diende het plan om de oppositiehouding van spirit tegenover het Vlaams Belang te benadrukken door een plan te schrijven over de interculturele maatschappij. Spirit zegt in dat plan een samenleving te willen die het wij-zij-denken overstijgt. De georganiseerde multiculturaliteit, ieder in zijn of haar hokje, is voor spirit geen perspectief. Dat hokjesdenken kan men volgens hen alleen maar overstijgen wanneer mensen met een verschillende achtergrond elkaar effectief ontmoeten. Zo wordt Vlaanderen een kleurrijke, hechte interculturele samenleving, aldus nog de partij.

## Voetnoot
1. ↑  Het Vlaams Blok, voorganger van het Vlaams Belang, publiceerde in 1992 een eigen 70 puntenplan, dat mede ten grondslag lag aan het verbod wegens aanzetten tot racisme, dat in 2005 over de partij uitgesproken werd.